# Kalendarium Bostowa
Bostów – obecnie Stary Bostów w gminie Pawłów wieś odległa ok. 8 km na SE od Bodzentyna, 6 km na NE od klasztoru świętokrzyskiego.
Nazwy lokalne miejscowości w dokumentach źródłowych: 1339–1439, 1504, 1510 „Bostow”, ale: 1437–1508 „Bosthow”, „Bosthov”, 1441 „Boscow”, 1470–80 „Boschow”, „Bosthow”, 1504 „Basthow”, 1506 „Baszow”, 1529 „Busthow”, 1532 „Bostoff”, 1538 „Bostowo”, 1827 „Bostów”;.

## Podległość administracyjna świecka i kościelna
1508 powiat sandomierski 1827 powiat opatowski 1510 parafia Świętomarz.

## Granice
Opis granic w latach 1437, 1439, 1442, 1446, 1450, 1696 taki jak w sąsiednim Bielowie
- 1450 → patrz opis Mirocic pod rokiem 1450.
- 1470–1480 – graniczy z Baszowicami, Bielowem, Mirocicami i Bostowską Wolą (Długosz L.B t.III s.233,240).

## Kalendarium własności
Wieś była własnością szlachecką, rodową wsią Bostowskich, w niektórych częściach sprzedana lub darowana klasztorowi świętokrzyskiemu. Rodzinnie i majątkowo powiązana z sąsiednimi posiadłościami tj. Mirocice i Bielów.

### Własność szlachecka
- 1339 – Rzechna, wdowa po Włodzimierzu z Bostowa, i ich syn Pełka przegrywają proces z biskupem krakowskim o wieś Jeziorko[8].
- 1374 – zapis z tegoż roku, ale przed 1404 – występuje w dokumentach Paszko z Bostowa[9][10].
- 1386–90 – Paszko Dziwisz z Bostowa, komornik ziemski[11][12]
- 1390 – bracia Jan, Pietrasz i Marcin, synowie Cedra, sprzedają Paszkowi z Bostowa swoją część Bielowa za 40 grzywien[13][14][15].
- 1404 – współwłasność posiada Jachna, wdowa po Paszku z Bostowa, z dziećmi Katarzyną, Elżbietą, Mikołajem oraz Bartłomiej syn Jachny[10] → Bielów.
- 1404-1450 – Bartłomiej Bostowski herbu Bielawa (w rzeczywistości Bielina) z Bostowa i Bielowa, syn Jachny, stryj Jarosława i Mikołaja Ćwikły z Bostowa.

1404-1418 – Paszko z Bostowa
Jachna wdowa po Paszku z Bostowa z dziećmi Katarzyną, Elżbietą, Mikołajem i Paszkiem odstępują Bartłomiejowi synowi Jachny całą część w Bielowie z młynem i stawem oraz sołectwo w Krzyżu.
1404 – przed 1450 dziedzicem był Niemierza z Bostowa (bratanek Bartłomieja z Bielowa), ten kupuje za 100 grzywien część Bielowa, którą za taką samą sumę nabył kiedyś od Jana s. Wawrzyńca z Bielowa Mikołaj, ojciec Niemierzy.
- 1433–78 – Jan z Bielowa, a od 1437 r. z Bostowa, bratanek Bartłomieja z Bielowa, brat stryjeczny Jarosława i Niemierzy z Bostowa[23][24](zapis ten pojawia się w wielu źródłach cytowanych w przypisach[25][26][27][28][29][30][31].)
- 1441 – w działach występują bracia Jan i Niemierza z Bostowa[25].
- 1450 – w działach występuje Jarosław z Bostowa, brat rodzony Niemierzy i Mikołaja Ćwikły z Bostowa, stryjeczny Jana z Bostowa[32].

1450 – a także pod tą samą datą Mikołaj Ćwikła z Bostowa, brat Jarosława.
- 1462 – sędzią (w dobrach) klasztoru opactwa świętokrzyskiego jest Jan z Bielowa[34].
- 1468–1509 – znany jest duchowny Jan Bostowski, brat Piotra i Pawła Bostowskich, między innymi pleban Modliborzyc, kanonik krakowski[35] pojawia się także w[36][37][38][39][40][41][42][43][44][45], jak również (W. Dworzaczek, Leliwici Tarnowscy, W. 1971, 276). Wspomniany również w zapisach Kodeksu dyplomatycznego klasztoru tynieckiego wyd. W. Kętrzyński i S. Smolka, Lwów 1875.
- 1487 – Jan i Paweł Bostowscy, bracia niedzielni występują w sprawie ścięcia za burdę w Krakowie ich brata, Piotra[39].
- 1485–1505 – dziedzicem Bostowa był Jakub Bostowski[46][44][47][48][49][50].
- 1504 – pobór z 3/4 łana i od 1 zagrodnika[51].
- 1506 – pobór od 2 zagrodników[52].
- 1508 – Paweł Bostowski płaci pobór z Cząstkowa i części Bostowa[5].
- 1510 – z części Pawła pobór z ³/4 łanów i od 1 zagrodnika, część Ćwikły jest opustoszała[7].
- 1518–20 – Andrzej, niegdyś z Bostowa, mąż Jadwigi ze Skrzynna[45];
- 1529 – dziedzicem był Piotr Bostowski, odnotowano pobór z 3 łanów i karczmy (Rejestr poborowy 1529).
- 1529 – Bostowski ma folwark w Cząstkowie (ib. 360);
- 1530 – znani są szlachcice Piotr i Paweł z Bostowa[53].
- 1530 – z części należącej do Pawła pobór z 4 kwart, część Ćwikły dzierży Piotr Bostowski, pobór od karczmarza „Czÿgan”[54].
- 1531 – pobór z 4 kwart części Pawła i z części Ćwikły[55]
- 1532 – każda z trzech części, to znaczy Ćwikły, obecnie należąca do Pawła Bostowskiego, tegoż Pawła oraz Piotra Bostowskiego, daje pobór z 1 kwarty (ib. 598);
- 1538 – pobór z 1 łana części zwanej „pańskiej”[56].
- 1547 – opat świętokrzyski z braćmi Bostowskimi staje przed Janem Tarnowskim, kasztelanem krakowskim (Acta Poloniae Historica, Kraków 1878 t.I s.209).
- 1551 – bracia Paweł i Piotr Bostowscy dziedzice Cząstkowa i części Bostowa, mają część prawa patronatu nad kościołem w Krępie[57].
- 1564–65 – pobór z 1 łana[58].
- 1570 – dziedzicem był Kasper Bostowski[59].
- 1577 – Wojciech Przezwicki daje pobór od 10 kmieci na 2,5 łanach, 6 zagrodników z ogrodem i z karczmy[60].
- 1578 – tenże daje pobór od 10 kmieci na 2,5 łanach, 5 zagrodników z rolą, 2 komorników bez bydła i z karczmy z rolą (ib. I/10 775)[61].
- 1629 – Marcjan Tymiński daje pobór od 10 kmieci na 2,5 łanach, 5 zagrodników z rolą, 4 komorników bez bydła i z roli karczmy[62].
- 1652 – dziedzicem był Marcjan Tymiński[63]
- 1653 – dziedzicem był Hieronim Tymiński[64].
- 1662 – pogłówne od dziedzica Hieronima Tymińskiego z żoną, 3 służebnych, 3 służących i 9 osób czeladzi dworskiej, a także od 16 osób czeladzi folwarcznej i 104 mieszkańców wsi[65].
- 1673 – pogłówne od dziedziczki Katarzyny Tymińskiej i 9 osób szlachty, 14 osób czeladzi folwarcznej i 50 mieszkańców wsi (ib. 237).
- 1674 – pobór od pani Tymińskiej z córką, 2 służących, 7 osób czeladzi folwarcznej i 72 mieszkańców wsi, a także od pana Stockiego z żoną i 3 synami oraz jego 4 służących (ib. 407);
- 1674 – pogłówne od pani Tymińskiej z córką, 2 szlachty i 7 osób czeladzi folwarcznej, od pana Stockiego z żoną i 3 służącymi, 4 osobami czeladzi folwarcznej i 12 mieszkańców wsi, oraz od 20 mieszkańców źrebu Sosnówka (ib. 460);
- 1685–95 – dziedzicem Michał Tymiński[66][67].
- 1787 – wieś liczyła 175 mieszkańców, w tym 4 Żydów[68].
- 1827 – wieś posiadała 22 domy i 129 mieszkańców[6].

### Część włączona do dóbr klasztoru świętokrzyskiego
- 1437 – Bartłomiej z Bielowa kupił od Jana z Bostowa część Bostowa zwaną Dębnica za 40 grzywien[69] oraz od tegoż za tę samą sumę dąbrowę z rolą w Bostowie[70][71], a od Elżbiety żony Piotra z Iłży część Bielowa za 20 grzywien[72]
- 1446 – Niemierza z Bostowa w ½ darowuje, w ½ sprzedaje za 23 grzywien klasztorowi świętokrzyskiemu łąki między potokiem Dębnica i dziedzictwem bielowskim[73].
- 1450 – Jarosław z Bostowa w 1/2 darowuje, w 1/2 sprzedaje za 12 grzywien klasztorowi świętokrzyskiemu zarośla koło stawu bielowsko-mirocickiego[74].
- 1450 – spór między klasztorem świętokrzyskim a dziedzicami z Bostowa w Mirocicach
- 1696 – Michał Tymiński z Bostowa wyprocesował od klasztoru grunty przy drodze bostowskiej za wiązem, aż do grobli stawu bielowskiego[67].
- od 1653 na Bostowie zapisana była na wyderkaf[a] na 7% suma 2160 zł za tak zwane dziesięciny chodelskie, z których konwent na ś. Marcina [11 XI] otrzymywał co roku 150 zł.
- 1653 – przeor klasztoru świętokrzyskiego umieszcza wymieniony kapitał na wsi Bostów należącej do Hieronima Tymińskiego na wyderkaf[a], wynoszący rocznie 150 zł, który płacono aż do supresji – 1819 r. Kłodnica Kościelna-dziś część wsi Chodel.

## Powinności dziesięcinne
- 1529 – z całej wsi dziesięcina snopowa wartości 8 grzywien pobiera pleban Świętomarzy[75].
- 1540 – dziesięcina tegoż plebana[76].

## Pochodzą z Bostowa
- 1524 – Jakub, syn Pawła, student Uniwersytetu Krakowskiego[77].
- 1529 – Jan Bostowski pleban w Pawłowa[78].
- 1568 – Paweł Bostowski pogrzebany w kościele klasztornym na Świętym Krzyżu (Paprocki 378).